# ذكاء غريزي
الذكاء الغريزي هو نوع من أنواع الذكاء الفطري الذي يظهر لدى الكائنات الحية دون تدريب أو تعلّم مباشر، ويُمكّنها من اتخاذ قرارات سريعة ومعقّدة بناءً على إشارات داخلية أو خارجية، دون الحاجة إلى عمليات تفكير واعية.

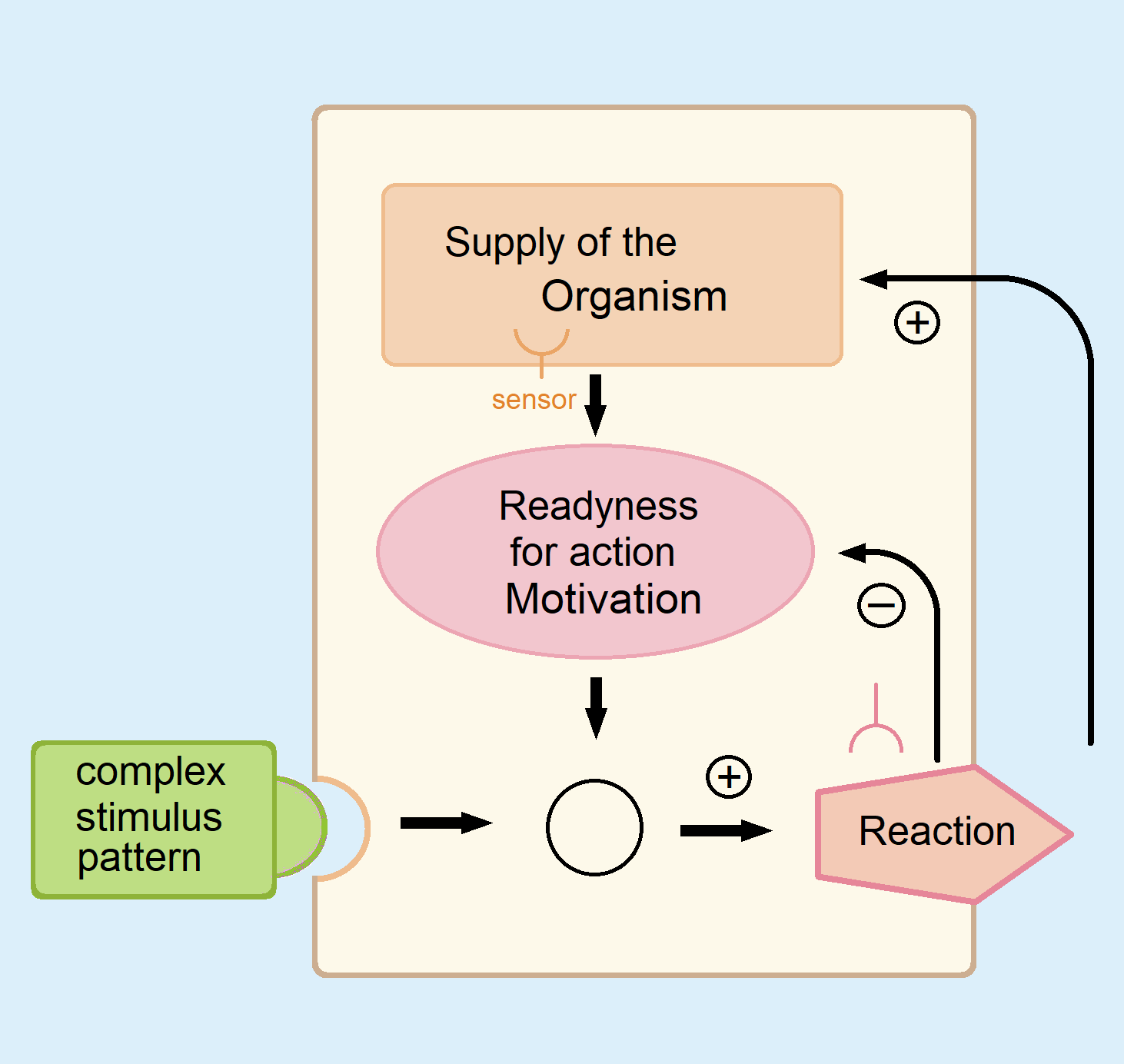
نموذج يُوضح تنظيم السلوك الغريزي بحسب هاسنشتاين

ويُعَد هذا النوع من الذكاء جزءًا من السلوك الغريزي، لكنه يتجاوز الأفعال البسيطة إلى استجابات معقّدة تُشبه في بعض الحالات السلوك الذكي.

## المفهوم
تعود فكرة الذكاء الغريزي إلى ملاحظات علماء الأحياء والسلوك الحيواني في القرن العشرين، حين لوحظ أن بعض الحيوانات تتصرف بطرق معقّدة في البيئات الجديدة دون تدريب سابق. ومن أمثلتها:
- قدرة الطيور على بناء أعشاش في أول موسم تزاوج.
- توجه السلاحف البحرية إلى البحر فور الفقس.
- استخدام الأخطبوط أدوات من البيئة دون تدريب.

## الفرق بين الذكاء الغريزي والعقلي
يختلف الذكاء الغريزي عن الذكاء العقلي المكتسب في النقاط التالية:
| المقارنة                  | الذكاء الغريزي       | الذكاء العقلي      |
| ------------------------- | -------------------- | ------------------ |
| مصدر السلوك               | فطري وموروث          | مكتسب من التعلم    |
| الحاجة للتجربة            | لا يحتاج تجارب سابقة | يعتمد على الخبرة   |
| الاستجابة للمواقف الجديدة | محدودة نسبيًا         | مرنة وقابلة للتكيف |

## في الكائنات الحية
يظهر الذكاء الغريزي في طيف واسع من الكائنات، منها:
- نحل العسل – يبني خلايا سداسية متناسقة هندسيًا.[4]
- الأسماك – تتفادى المفترسات حتى دون خبرة سابقة.
- الثدييات – كالأمومة الفطرية أو الدفاع عن الصغار بلا تعليم.
- الإنسان – تظهر بعض أنماط السلوك الغريزي في حديثي الولادة، مثل منعكس المص أو التعلّق بالأم.[5]

## التطبيقات الحديثة
بدأ العلماء في الاستفادة من نماذج الذكاء الغريزي في:
- تصميم الذكاء الاصطناعي المستوحى من السلوك الحيواني.
- تطوير أنظمة الاستجابة الفورية في الروبوتات.
- فهم الاضطرابات النمائية العصبية لدى الأطفال عند غياب بعض الاستجابات الفطرية.[6]

## انتقادات علمية
يشير بعض الباحثين إلى صعوبة فصل "الذكاء الغريزي" عن السلوك المكتسب، خصوصًا في الكائنات العليا. ومن الأسئلة المطروحة:
- هل كل سلوك غريزي يُعد ذكاء؟
- ما الحد الفاصل بين البرمجة الجينية والإدراك؟[7]